# 推雅推喇
38°55′15″N 27°50′30″E / 38.9208333333°N 27.8416666667°E
推雅推喇，天主教《思高聖經》譯提雅提辣，（Thyateira，Thyatira）是现代土耳其城市阿克希萨尔（“白色城堡”）的古代名称。它座落在土耳其的西部，伊斯坦布尔以南，雅典以东，距离地中海大约有50英里。

## 历史
在古典时期，推雅推喇位于吕底亚和密细亚的边界。该市以染色著称，并且是靛蓝贸易中心。在这座城市的古代遗址，发现了有关该市行会的铭文。事实上，推雅推喇比当时罗马亚细亚行省的其他城市拥有更多的行会（碑文提及以下内容：羊毛工匠、亚麻工匠、外衣工匠、皮革工匠、陶器工匠、面包师、奴隶交易商和铜匠）。
在早期基督教时代，推雅推喇拥有规模可观的基督教会，为启示录中提到的亚西亚的七个教会之一。
有间接证据表明，在保罗的第二次或第三次旅程中，使徒保罗和西拉可能访问了推雅推喇。他们在第二次行程中，访问了这一地区的一些无名小镇。而在腓立比、保罗和西拉住在推雅推喇妇人推雅推喇的吕底亚的家中，吕底亚一直帮助他们，即使在他们入狱以后。  
366年，罗马皇帝瓦伦斯的军队在推雅推喇附近的战役中，击败了篡位者普罗科皮乌斯。
1922年，君士坦丁堡牧首任命了一位西欧和中欧的總主教，冠以“推雅推喇總主教”头衔。现任推雅推喇總主教为Gregorios Theocharous，自1988年就任。推雅推喇大主教驻扎在伦敦，负责牧养英国的希腊正教会。 
在罗马天主教中，推雅推喇也是一个領銜教區（titular see）的名称。